# Teri Garr
Terry Ann Garr, detta Teri (Lakewood, 11 dicembre 1944 – Los Angeles, 29 ottobre 2024), è stata un'attrice statunitense, candidata all'Oscar per la miglior attrice non protagonista nel 1983 per il film Tootsie.

## Biografia
Figlia di Eddie Garr (1900-1956), un attore di Broadway, e della ballerina Phyllis Lind (1909-1999), aveva due fratelli. Studiò danza e recitazione, dapprima all'Università statale della California ed in seguito all'Actors Studio di New York. Ha svolto una lunga gavetta come ballerina e comparsa in numerosi film musicali tra cui alcuni in coppia con Elvis Presley, come L'idolo di Acapulco (1963), diretto da Richard Thorpe, per tutti gli anni sessanta, fino a debuttare con ruoli parlati nei film Sogni perduti (1968) e Changes (1969).
In seguito la Garr si impose come raffinata interprete dai tempi comici perfetti e dal sorriso disarmante. Conobbe il successo e l'immediata celebrità internazionale grazie a La conversazione (1974) di Francis Ford Coppola ma soprattutto a Frankenstein Junior (1974) di Mel Brooks, dove eccelse nei panni di Inga. Presenza fissa nella televisione statunitense, negli anni successivi si fece apprezzare per le sue doti di eclettismo e mimica in pellicole come Incontri ravvicinati del terzo tipo (1977) di Steven Spielberg, Un sogno lungo un giorno (1982) di Francis Ford Coppola, Fuori orario (1985) di Martin Scorsese e Prêt-à-Porter (1994) di Robert Altman.
Nel 1983 ottenne una candidatura all'Oscar alla miglior attrice non protagonista per la sua interpretazione in Tootsie. Successivamente ricoprì il ruolo della madre di Phoebe Buffay, interpretata da Lisa Kudrow, nella famosa serie televisiva Friends, oltre a partecipare a moltissime produzioni televisive. Recitò insieme a Dennis Hopper nel videogioco Black Dahlia, edito nel 1998 dalla Take Two Interactive.
Nel 1999 le fu diagnosticata una sclerosi multipla e da allora si impegnò attivamente in varie associazioni per l'aiuto a chi soffre della stessa malattia e fu tra l'altro ambasciatrice della National Multiple Sclerosis Society. Le sue condizioni di salute, già precarie, si aggravarono nel dicembre del 2006 a seguito di un aneurisma e nel 2011 smise definitivamente di recitare. Le complicazioni legate alla sclerosi multipla la portarono infine alla morte all'età di 79 anni, il 29 ottobre 2024.

## Vita privata
Dal 1979 al 1983 ebbe una relazione con il produttore Roger Birnbaum. Dal 1993 al 1996 fu sposata con John O'Neil, da cui ebbe una figlia, Molly, nata nel novembre 1993.

## Filmografia

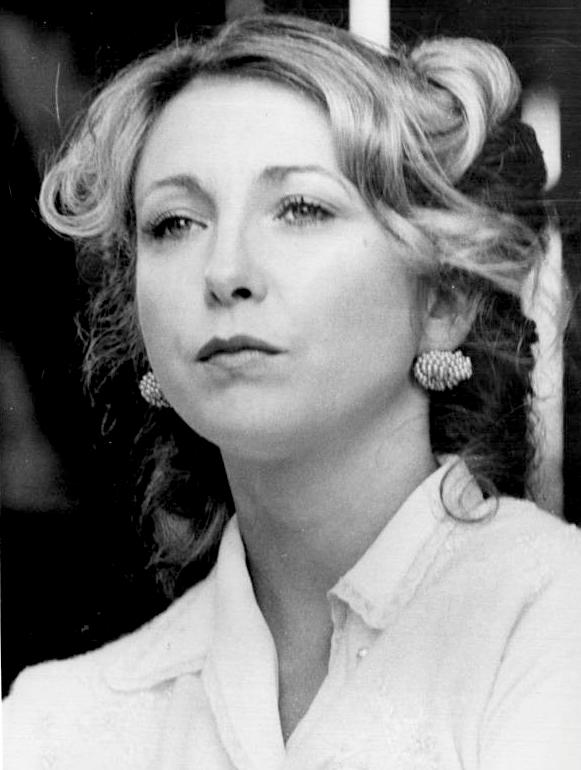
Teri Garr nel 1978

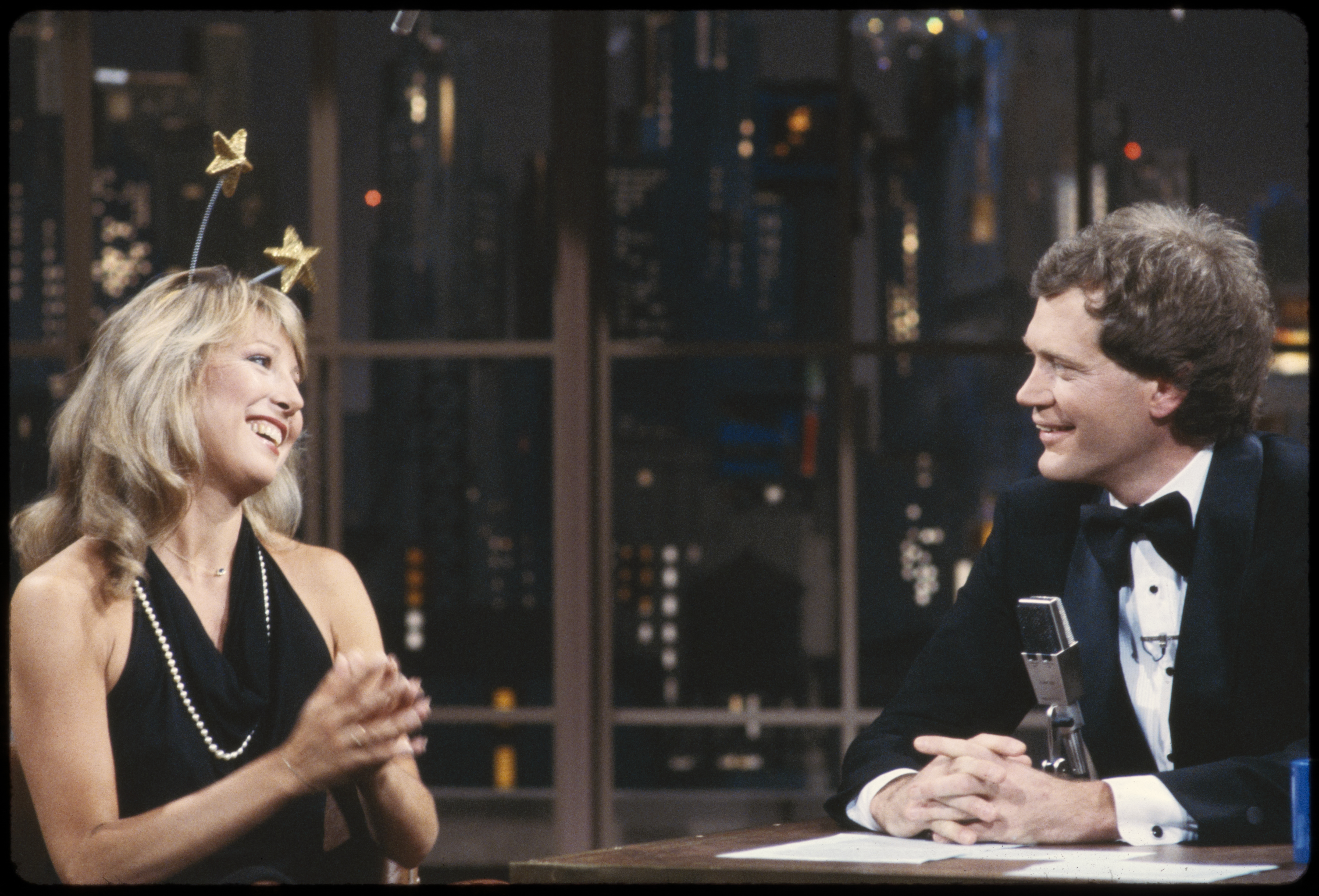
Teri Garr con David Letterman nel 1982

### Cinema
- A Swingin' Affair, regia di Jay O. Lawrence (1963)
- L'idolo di Acapulco (Fun in Acapulco), regia di Richard Thorpe (1963)
- Il monte di Venere (Kissin' Cousins), regia di Gene Nelson (1964)
- Viva Las Vegas, regia di George Sidney (1964)
- La signora e i suoi mariti (What a Way to Go!), regia di J. Lee Thompson (1964)
- Pigiama party (Pajama Party), regia di Don Weis (1964)
- The T.A.M.I. Show, regia di Steve Binder (1964)
- Il cantante del luna park (Roustabout), regia di John Rich (1964)
- A braccia aperte (John Goldfarb, Please Come Home!), regia di J. Lee Thompson (1965)
- Linea rossa 7000 (Red Line 7000), regia di Howard Hawks (1965)
- For Pete's Sake, regia di James F. Collier (1966)
- The Cool Ones, regia di Gene Nelson (1966)
- The Hardy Boys: The Mystery of the Chinese Junk, regia di Larry Peerce (1967)
- Miliardario... ma bagnino (Clambake), regia di Arthur H. Nadel (1967)
- Maryjane, regia di Maury Dexter (1968)
- Sogni perduti (Head), regia di Bob Rafelson (1968)
- Changes, regia di Hall Bartlett (1969)
- I contrabbandieri degli anni ruggenti (The Moonshine War), regia di Richard Quine (1970)
- Summertree, regia di Anthony Newley (1971)
- La conversazione (The Conversation), regia di Francis Ford Coppola (1974)
- Frankenstein Junior (Young Frankenstein), regia di Mel Brooks (1974)
- Won Ton Ton, il cane che salvò Hollywood (Won Ton Ton: The Dog Who Saved Hollywood), regia di Michael Winner (1976)
- Bentornato Dio! (Oh, God!), regia di Carl Reiner (1977)
- Incontri ravvicinati del terzo tipo (Close Encounters of the Third Kind), regia di Steven Spielberg (1977)
- Black Stallion (The Black Stallion), regia di Carroll Ballard (1979)
- Witches' Brew, regia di Anthony Newley (1980)
- Crazy Runners - Quei pazzi pazzi sulle autostrade (Honky Tonk Freeway), regia di John Schlesinger (1981)
- Un sogno lungo un giorno (One from the Heart), regia di Francis Ford Coppola (1982)
- 60 minuti per Danny Masters (The Escape Artist), regia di Caleb Deschanel (1982)
- Tootsie, regia di Sydney Pollack (1982)
- La stangata 2 (The Sting II), regia di Jeremy Kagan (1983)
- Il ritorno di Black Stallion (The Black Stallion Returns), regia di Robert Dalva (1983)
- Mister mamma (Mr. Mom), regia di Stan Dragoti (1983)
- Firstborn, regia di Michael Apted (1984)
- Fuori orario (After Hours), regia di Martin Scorsese (1985)
- Il mistero della giungla proibita (Miracles), regia di Jim Kouf (1986)
- L'ultima luna d'agosto (Full Moon in Blue Water), regia di Peter Masterson (1988)
- Il macellaio (Out Cold), regia di Malcolm Mowbray (1989)
- Felice e vincente (Let It Ride), regia di Joe Pytka (1989)
- Aspettando la luce (Waiting for the Light), regia di Christopher Monger (1990)
- Come è difficile farsi ammazzare (Short Time), regia di Gregg Champion (1990)
- Mom and Dad Save the World, regia di Greg Beeman (1992)
- Scemo & più scemo (Dumb and Dumber), regia di Peter Farrelly (1994)
- Prêt-à-Porter, regia di Robert Altman (1994)
- Alibi perfetto (Perfect Alibi), regia di Kevin Meyer (1995)
- Michael, regia di Nora Ephron (1996)
- The Definite Maybe, regia di Rob Rollins Lobl e Sam Sokolow (1997)
- Cambio vita (Changing Habits), regia di Lynn Roth (1997)
- Un semplice desiderio (A Simple Wish), regia di Michael Ritchie (1997)
- Kill the Man, regia di Tom Booker e Jon Kean (1999)
- Le ragazze della Casa Bianca (Dick), regia di Andrew Fleming (1999)
- Identità ritrovata (The Sky is Falling), regia di Florrie Laurence (1999)
- Ghost World, regia di Terry Zwigoff (2001)
- Pallottole d'amore (Life Without Dick), regia di Bix Skahill (2002)
- A Taste of Jupiter, regia di Derek Diorio (2005)
- Mi sono perso il Natale (Unaccompanied Minors), regia di Paul Feig (2006)
- Parcheggio scaduto (Expired), regia di Cecilia Miniucchi (2007)
- Kabluey, regia di Scott Prendergast (2007)

### Televisione
- Mr. Novak – serie TV, episodio 1x24 (1964)
- Il dottor Kildare (Dr. Kildare) - serie TV, 1 episodio (1965)
- Batman - serie TV, 1 episodio (1966)
- Quella strana ragazza (That Girl) - serie TV, 2 episodi (1967-1968)
- The Andy Griffith Show - serie TV, 1 episodio (1968)
- Star Trek - serie TV, episodio 2x26 (1968)
- Mayberry R.F.D. - serie TV, 1 episodio (1968)
- The Mothers-In-Law - serie TV, 1 episodio (1969)
- Room 222 - serie TV, 1 episodio (1969)
- Operazione ladro (It Takes a Thief) - serie TV, 2 episodi (1969)
- The Sonny and Cher Comedy Hour - serie TV, 13 episodi (1971-1972)
- Detective anni trenta (Banyon) - serie TV, 1 episodio (1972)
- The Bob Newhart Show - serie TV, 2 episodi (1973-1974)
- The Girl with Something Extra - serie TV, 4 episodi (1973-1974)
- Uno sceriffo a New York (McCloud) - serie TV, 5 episodi (1973-1975)
- Le pazze storie di Dick Van Dyke (The New Dick Van Dyke Show) - serie TV, 1 episodio (1973)
- M*A*S*H - serie TV, 2 episodi (1973-1978)
- La strana coppia (The Odd Couple) - serie TV, 1 episodio (1974)
- Barnaby Jones - serie TV, 1 episodio (1974)
- Un amore di contrabbasso (Paul Sand in Friends and Lovers) - serie TV, 1 episodio (1974)
- Cher - serie TV, 1 episodio (1975)
- Maude - serie TV, 1 episodio (1975)
- Law and Order, regia di Marvin J. Chomsky - film TV (1976)
- The Sonny and Cher Show - serie TV (1976-1977)
- Hunter - serie TV, 1 episodio (1977)
- Once Upon a Brothers Grimm, regia di Norman Campbell - film TV (1977)
- Saturday Night Live - serie TV, 1 episodio (1979)
- Doctor Franken, regia di Marvin J. Chomsky - film TV (1980)
- Prime Suspect, regia di Noel Black - film TV (1982)
- Nel regno delle fiabe (Faerie Tale Theatre) - serie TV, episodio 1x1 (1982)
- L'inverno del nostro scontento (The Winter of Our Discontent), regia di Waris Hussein - film TV (1983)
- The New Show - serie TV, 1 episodio (1984)
- Caccia al re (To Catch a King), regia di Clive Donner - film TV (1984)
- Non dimenticare il tuo passato (Intimate Strangers), regia di Robert Ellis Miller - film TV (1986)
- Fresno, regia di Jeff Bleckner - miniserie TV (1986)
- Tessuto di menzogne (Pack of Lies), regia di Anthony Page - film TV (1987)
- Paul Reiser Out on a Whim, regia di Carl Gottlieb - film TV (1987)
- Trying Times - serie TV, 1 episodio (1987)
- Martin Mull Live from North Ridgeville, Ohio, regia di Paul Miller - film TV (1988)
- Mother Goose Rock 'n' Rhyme, regia di Jeff Stein - film TV (1990)
- Un perfetto piccolo omicidio (A Quiet Little Neighborhood, a Perfect Little Murder), regia di Anson Williams - film TV (1990)
- Adventures in Wonderland - serie TV, 5 episodi (1991)
- I racconti della cripta (Tales from the Crypt) - serie TV, 1 episodio (1991)
- Un estraneo in famiglia (Stranger in the Family), regia di Donald Wrye - film TV (1991)
- Good & Evil - serie TV, 6 episodi (1991)
- Inferno ad Alta Vista (Deliver Them from Evil: The Taking of Alta View), regia di Peter Levin - film TV (1992)
- Dream On - serie TV, 2 episodi (1992)
- The Larry Sanders Show - serie TV, 1 episodio (1993)
- Fugitive Nights: Danger in the Desert, regia di Gary Nelson - film TV (1993)
- Aliens for Breakfast, regia di John T. Kretchmer - film TV (1994)
- Shining Time Station: One of the Family, regia di Wayne Moss - film TV (1994)
- Good Advice - serie TV, 13 episodi (1994)
- Women of the House - serie TV, 12 episodi (1995)
- Frasier - serie TV, 1 episodio (1995)
- Senza appello (Double Jeopardy), regia di Deborah Dalton - film TV (1996)
- Murder Live!, regia di Roger Spottiswoode - film TV (1997)
- Ronnie e Julie (Ronnie & Julie), regia di Philip Spink - film TV (1997)
- Nella notte... un grido (NightScream), regia di Noel Nosseck - film TV (1997)
- Sabrina, vita da strega (Sabrina, the Teenage Witch) - serie TV, 1 episodio (1997)
- Friends - serie TV, 3 episodi (1997-1998)
- Casper e Wendy - Una magica amicizia (Casper Meets Wendy), regia di Sean McNamara - film TV (1997)
- Sei gemelli e un amore (Half a Dozen Babies), regia di Douglas Barr - film TV (1999)
- E.R. - Medici in prima linea (ER) - serie TV, 1 episodio (1999)
- King of the Hill - serie TV, 1 episodio (2000)
- A Colder Kind of Death, regia di Douglas Barr - film TV (2001)
- Felicity - serie TV, 1 episodio (2001)
- Squadra Med - Il coraggio delle donne (Strong Medicine) - serie TV, 1 episodio (2001)
- Una mamma quasi perfetta (Life with Bonnie) - serie TV, 1 episodio (2003)
- Greetings from Tucson - serie TV, 1 episodio (2003)
- Law & Order - Unità vittime speciali (Law & Order: Special Victims Unit) - serie TV, 1 episodio (2005)
- Crumbs - serie TV, 1 episodio (2006)

### Doppiaggio
- Principe Valiant (The Legend of Prince Valiant) - serie TV, 2 episodi (1993)
- Black Dahlia - videogame (1998)
- Batman of the Future (Batman Beyond) - serie TV, 10 episodi (1999-2000)
- Batman of the Future - Il ritorno del Joker (Batman Beyond: The Movie), regia di Curt Geda - film TV (1999)
- Le nuove avventure di Scooby-Doo (What's New, Scooby-Doo?) - serie TV, 1 episodio (2003)
- Aloha, Scooby-Doo!, regia di Tim Maltby - film TV (2005)

## Riconoscimenti
- Premio Oscar
  - 1983 – Candidatura alla miglior attrice non protagonista per Tootsie
- Premio BAFTA
  - 1983 – Candidatura alla miglior attrice non protagonista per Tootsie
- National Board of Review
  - 1994 – Miglior cast per Prêt-à-Porter
- Saturn Award
  - 1978 – Candidatura alla miglior attrice non protagonista per Incontri ravvicinati del terzo tipo
- Festival di Taormina
  - 1983 – Arancio d'oro alla miglior attrice non protagonista per Tootsie
  - 1994 – Candidatura alla miglior attrice non protagonista per Prêt-à-Porter
- National Society of Film Critics Awards
  - 1983 – Candidatura al premio NSFC alla miglior attrice non protagonista per Tootsie

## Doppiatrici italiane
Nelle versioni in italiano delle opere in cui ha recitato, Teri Garr è stata doppiata da:
- Lorenza Biella in Mister mamma, Come è difficile farsi ammazzare, Sei gemelli e un amore, Law & Order - Unità vittime speciali
- Serena Verdirosi in Un sogno lungo un giorno, Tootsie
- Aurora Cancian in Alibi perfetto, Felicity
- Maria Teresa Letizia in Star Trek
- Livia Giampalmo in Frankenstein Junior
- Maria Pia Di Meo in Incontri ravvicinati del terzo tipo
- Rossella Izzo in Fuori orario
- Caterina Rochira in Tessuto di menzogne
- Lisa Mazzotti in I racconti della cripta
- Fabrizia Castagnoli in Aspettando la luce
- Claudia Balboni in Scemo & più scemo
- Roberta Greganti in E.R. - Medici in prima linea
- Giò Giò Rapattoni in Friends
- Barbara Castracane in Un semplice desiderio
- Daniela Nobili in Casper & Wendy - Una magica amicizia
- Liliana Feldmann in Squadra Med - Il coraggio delle donne
- Solvejg D'Assunta in Mi sono perso il Natale
- Eleonora De Angelis in Incontri ravvicinati del terzo tipo (ridoppiaggio)

Da doppiatrice è sostituita da:
- Silvana Fantini in Black Dahlia
- Elda Olivieri in Batman of the Future - Il ritorno del Joker
- Monica Bertolotti in Le nuove avventure di Scooby-Doo
- Caterina Rochira in Aloha, Scooby-Doo!